# Juville
Juville település Franciaországban, Moselle megyében. Lakosainak száma 138 fő (2022. január 1.). Juville Foville, Liocourt, Moncheux, Thimonville, Tragny és Xocourt községekkel határos.

## Népesség
A település népességének változása:
| Lakosok száma | 84   | 64   | 80   | 106  | 118  | 118  | 119  | 122  | 121  | 138  |
|               | 1968 | 1982 | 1990 | 2006 | 2013 | 2015 | 2017 | 2019 | 2020 | 2022 |